# Basilique Sainte-Marie-Majeure de Pontevedra
Pour les articles homonymes, voir Sainte-Marie-Majeure.
La basilique Sainte-Marie Majeure de Pontevedra à Pontevedra en Galice, (Espagne), est une église catholique, qui date du XVIe siècle, et qui depuis 1962 est devenue Basilique par décret du Pape Jean XXIII. Actuellement, elle est considérée comme BIC (Bien d'intérêt culturel), avec le numéro d'identification RI-51-000000828 et a été déclarée appartenant au Trésor Artístique Espagnol par décret du 3 juin 1931, Le temple a aussi la distinction de Sanctuaire Royal.
À l'intérieur de la basilique, on remarque surtout les croisées d'ogives en forme de trèfle à quatre feuilles. À l'extérieur, la magnifique façade principale se détache sous forme d'un retable en pierre sculpté de multiples filigranes dans le dur granit galicien.
La basilique royale Sainte-Marie est le siège de la Paroisse de Santa María, la plus grande de Pontevedra, dirigée par le très illustre M. Jaime Vaamonde Souto entre décembre 1996 et août 2012.

## Histoire
La basilique Sainte-Marie est appelée la perle de l'art galicien en raison de ses styles gothique et plateresque. Elle est considérée comme l'église principale de Pontevedra, au niveau d'une cathédrale. En fait, elle fonctionne de facto comme cathédrale de Pontevedra. Elle se trouve dans la vieille ville, sur la place Alonso de Fonseca à l'endroit même où une petite église romane avait été érigée dans le passé et qui a été démolie au début du XVe siècle.
Sa construction a été commandée par le Gremio de Mareantes, la plus ancienne entité civile de Pontevedra et la plus ancienne guilde maritime d'Espagne. Elle a été construite selon les plans de Juan de los Cuetos et Diego Gil et entre autres, Cornielles de Hollande, Mateo López, Sebastián Barros, Domingo Fernándes et Juan Noble.

## Description
C'est un édifice de style gothique, influencé par le style manuélin portugais.
À l'extérieur, ses façades sont remarquables. La principale, orientée à l'ouest, dispose d'un large escalier pour y accéder. Elle a la structure d'un retable, avec trois corps abondamment décorés (selon le style plateresque), l'œuvre du maître Cornielles de Hollande et Juan Noble, et qui date de 1541. La porte est située au corps central et présente un arc semi-circulaire encadré par les sculptures de saint Pierre et saint Paul. Dans la partie supérieure de la porte, on peut voir un relief du sommeil de la Sainte Vierge et au-dessus, une décoration à base de médaillons en forme de coquilles Saint-Jacques, ainsi que des sculptures de saints, de personnages bibliques et même historiques. Plus haut encore, une rosace (chargée d'éclairer l'espace intérieur), symbole du ciel. La façade est couronnée par un calvaire et enfin des éléments ajourés typiques du style manuélin portugais. Comme information anecdotique, on peut commenter que parmi les figures des saints qui apparaissent dans la décoration de cette façade, on peut distinguer les bustes de Christophe Colomb et Hernán Cortés qui sont situés sur les côtés de la rosace.

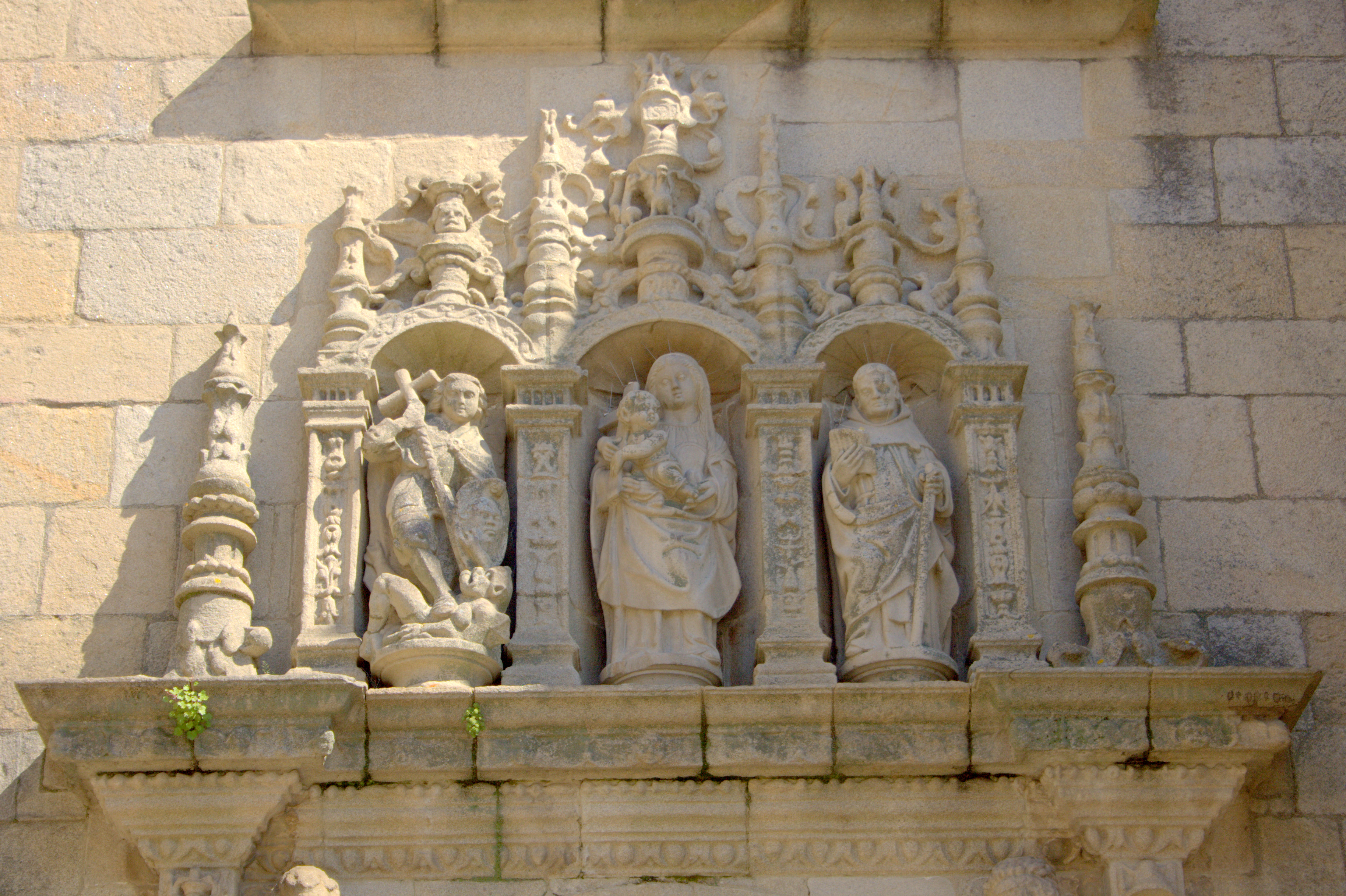
Décoration extérieure
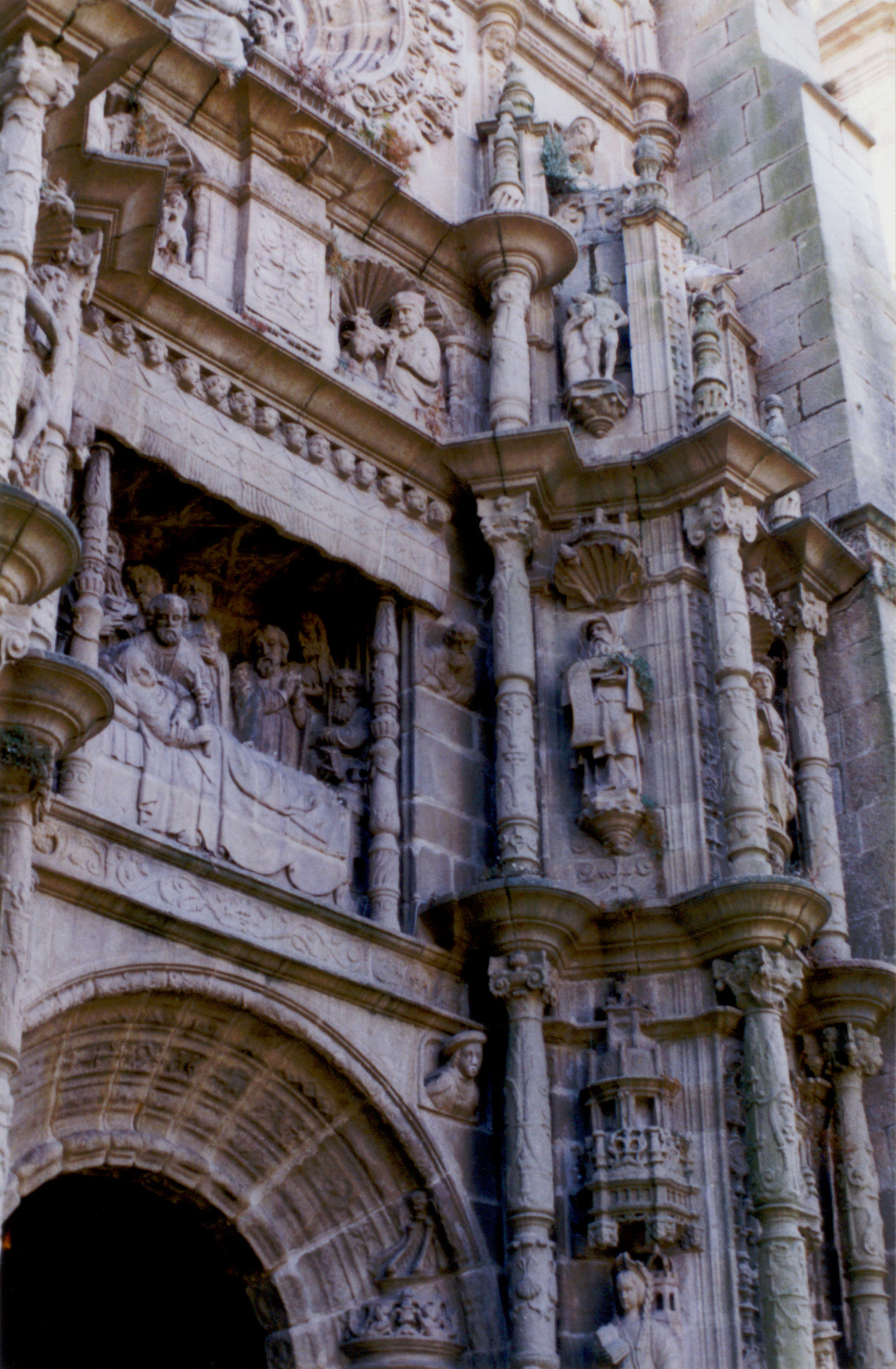
Détail de la façade principale. Dormition de la Vierge.
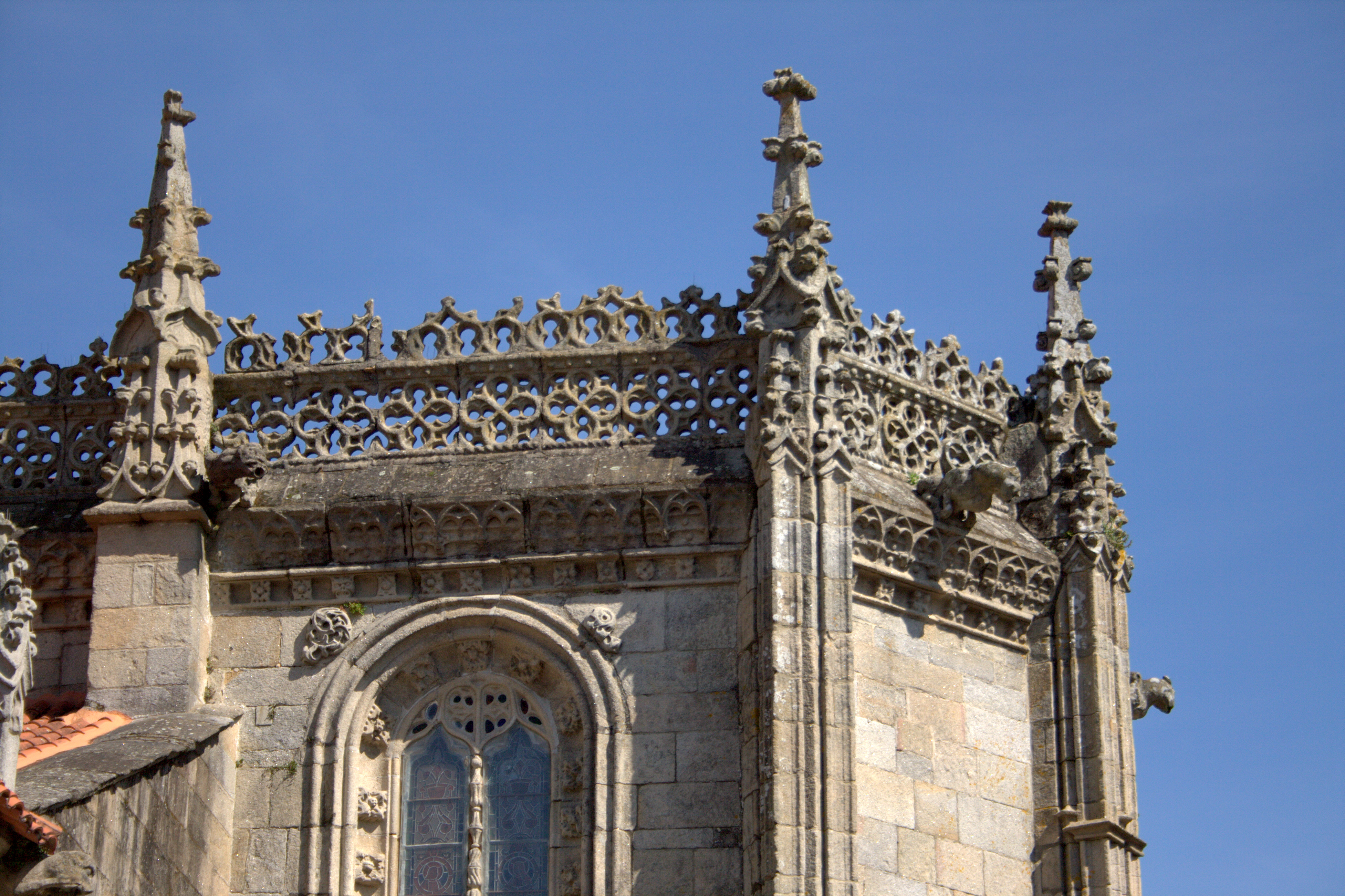
Éléments ajourés.
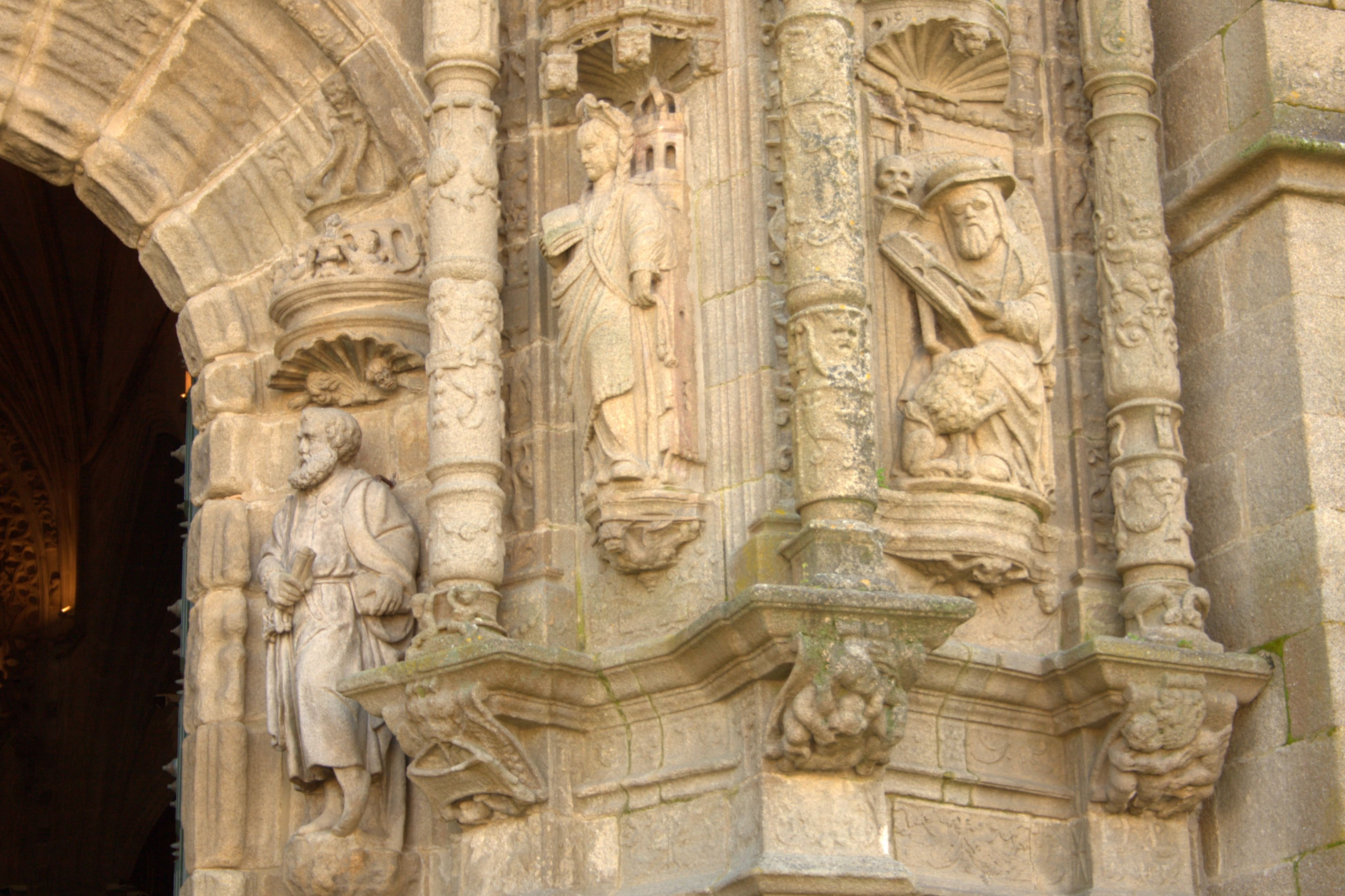
Détails de la porte d'entrée.
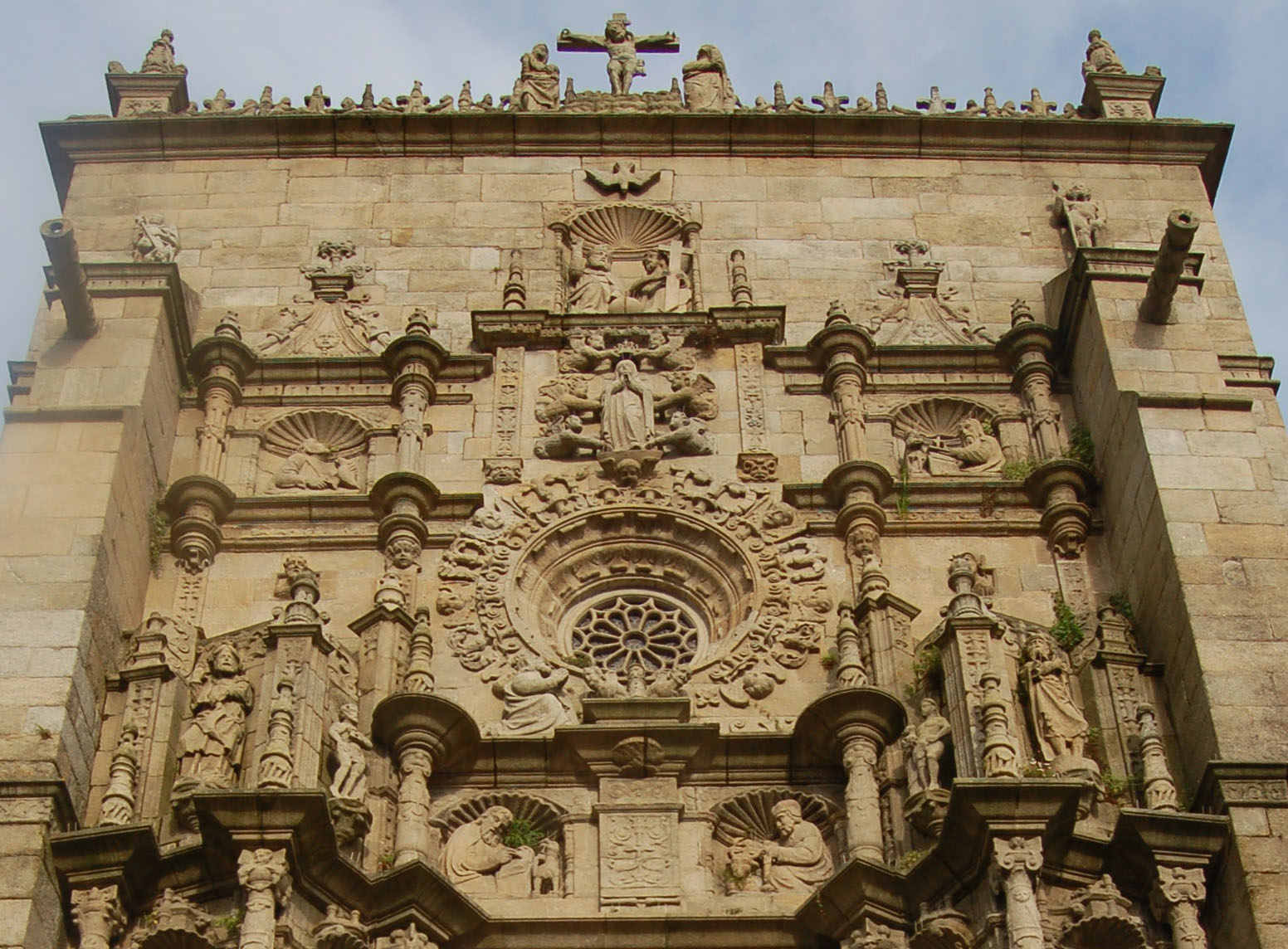
Décoration supérieure en détail.
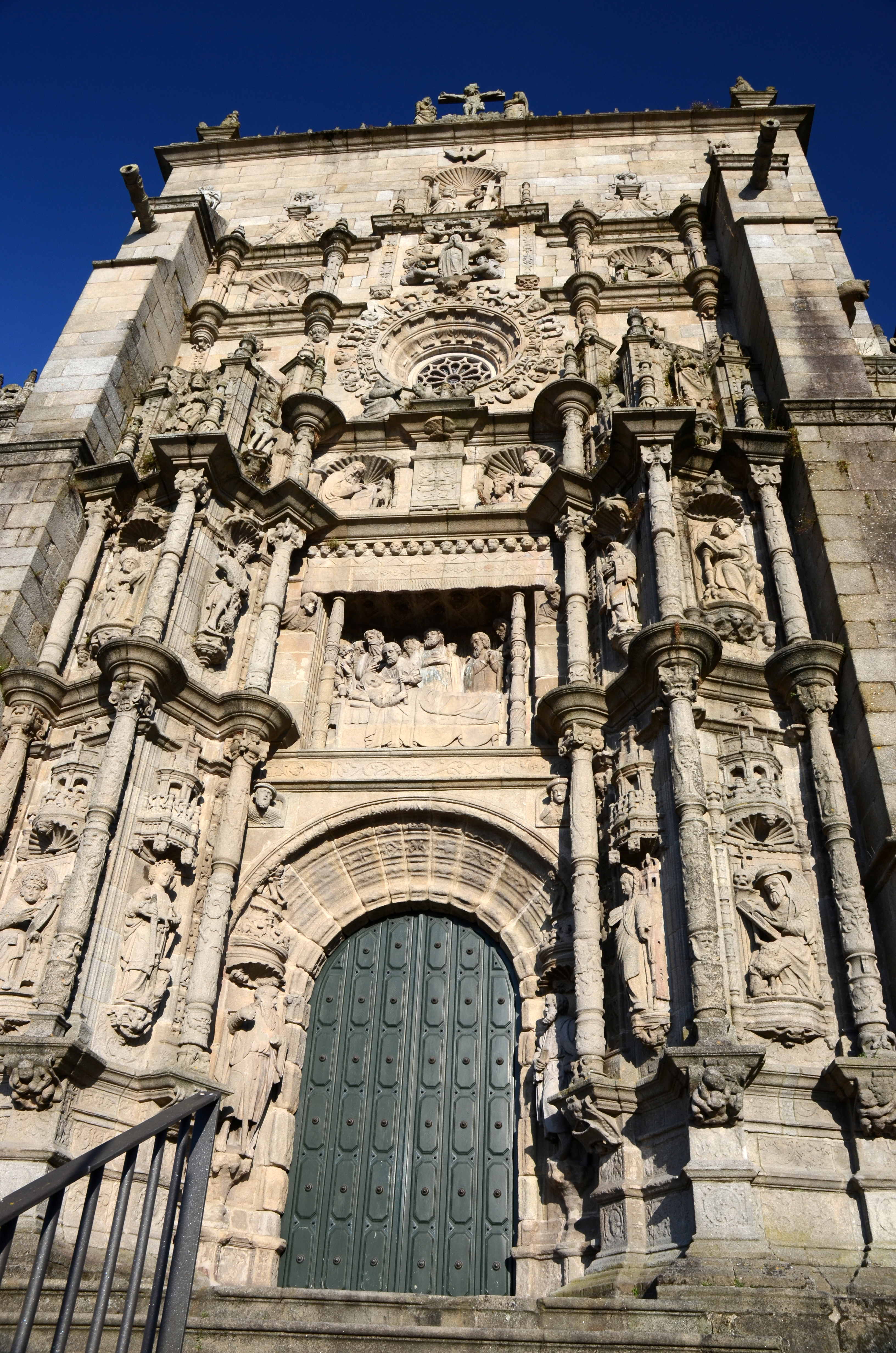
Façade ouest.

Des chapelles dignes de mention sont :
- Chapelle du Christ, qui est aussi connue comme chapelle du Bon Jésus et même de l'Angoisse. On peut y voir un autel de style baroque, datant du XVIIIe siècle, œuvre de José Ferreiro. Cette chapelle a une inscription où il est indiqué que sa fondation est due à la famille Barbeito Padrón en 1525. C'est pourquoi les fondateurs (le couple formé par Juan de Barbeito et Teresa Álvarez Figueroa) et les autres membres de cette famille y sont également enterrés.
- Chapelle des Angoisses, dans laquelle il y a une image de la Vierge des Angoisses, un bouclier des Fonseca et c'est ici que reposent les restes de Bartolomé Sarmiento.
- Chapelle de la Purísima, avec son retable en bois (dans lequel est vénérée l'image de la Vierge de l'Espérance, connue comme la Vierge de l'O, qui est la patronne de la ville de Pontevedra) avec cinq Tables datées en 1500 et œuvre du sculpteur portugais Atayde.
- Chapelle de la Trinité, avec un autel semblable à celui de la chapelle du Christ, mais avec un symbolisme et des sculptures faisant référence au Père, au Fils et au Saint Esprit (Très Sainte Trinité). On y voit aussi une sculpture de Notre Dame à l'Enfant, de dimensions réduites, qui repose sur l'Arche de Noé, qui sert de tabernacle. Elle présente aussi latéralement les images en bois polychrome des apôtres Pierre et Paul.
- Autel de la Vierge des Douleurs, dans lequel se trouve un retable baroque dans la partie inférieure et à l'intérieur d'une urne en verre, on peut voir un Christ couché.

## Galerie d'images

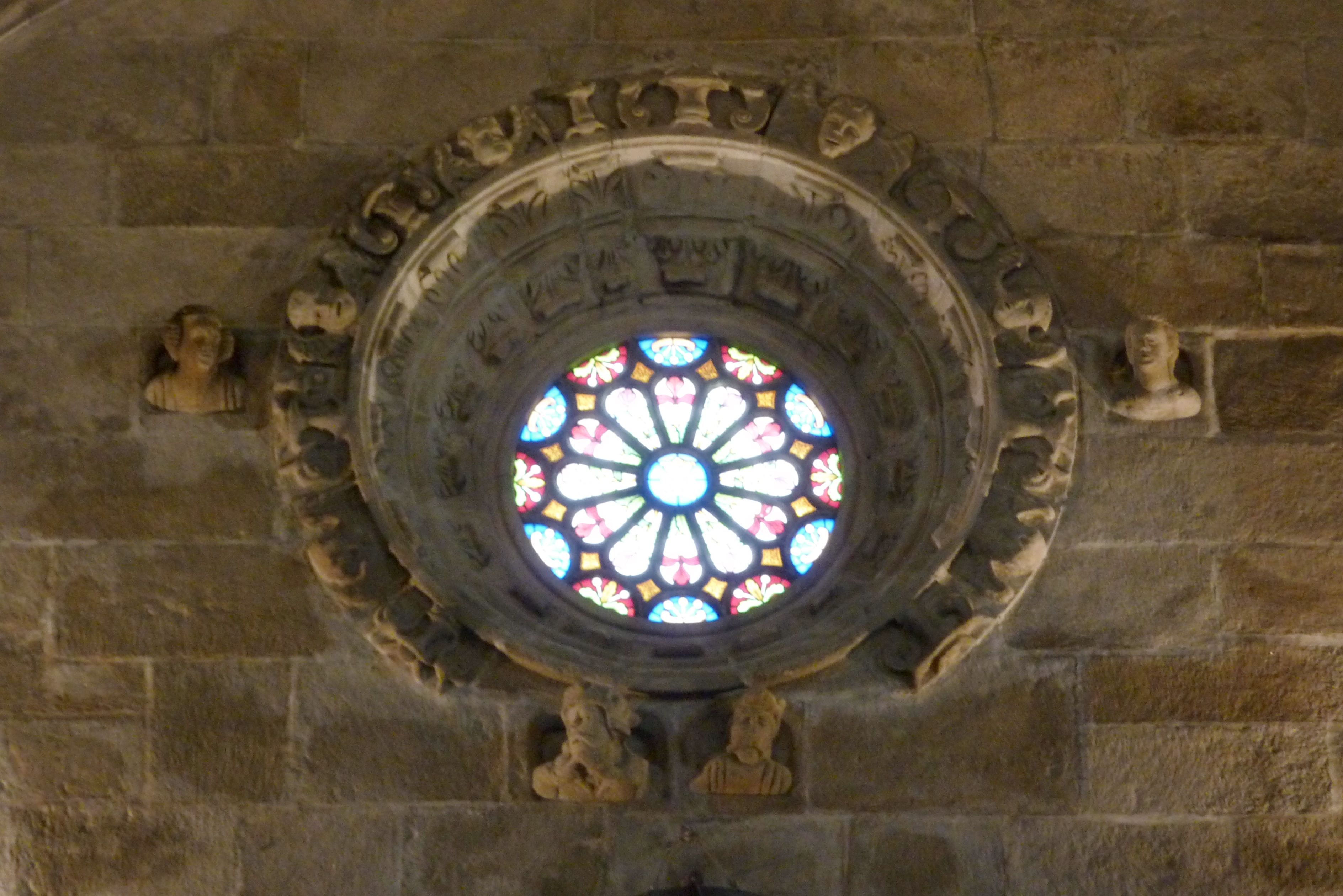
Vue intérieure de la rosace.
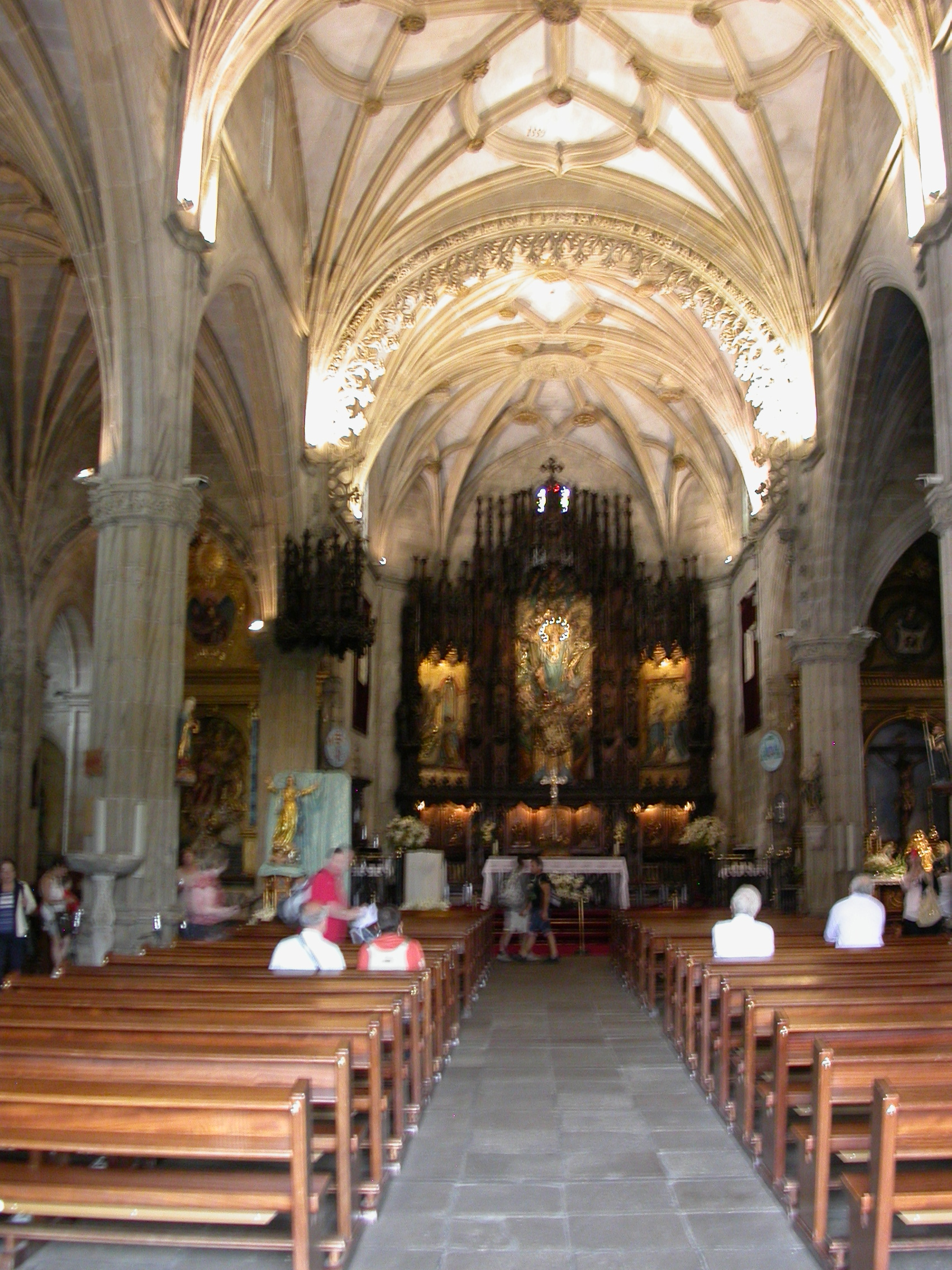
Nef centrale.
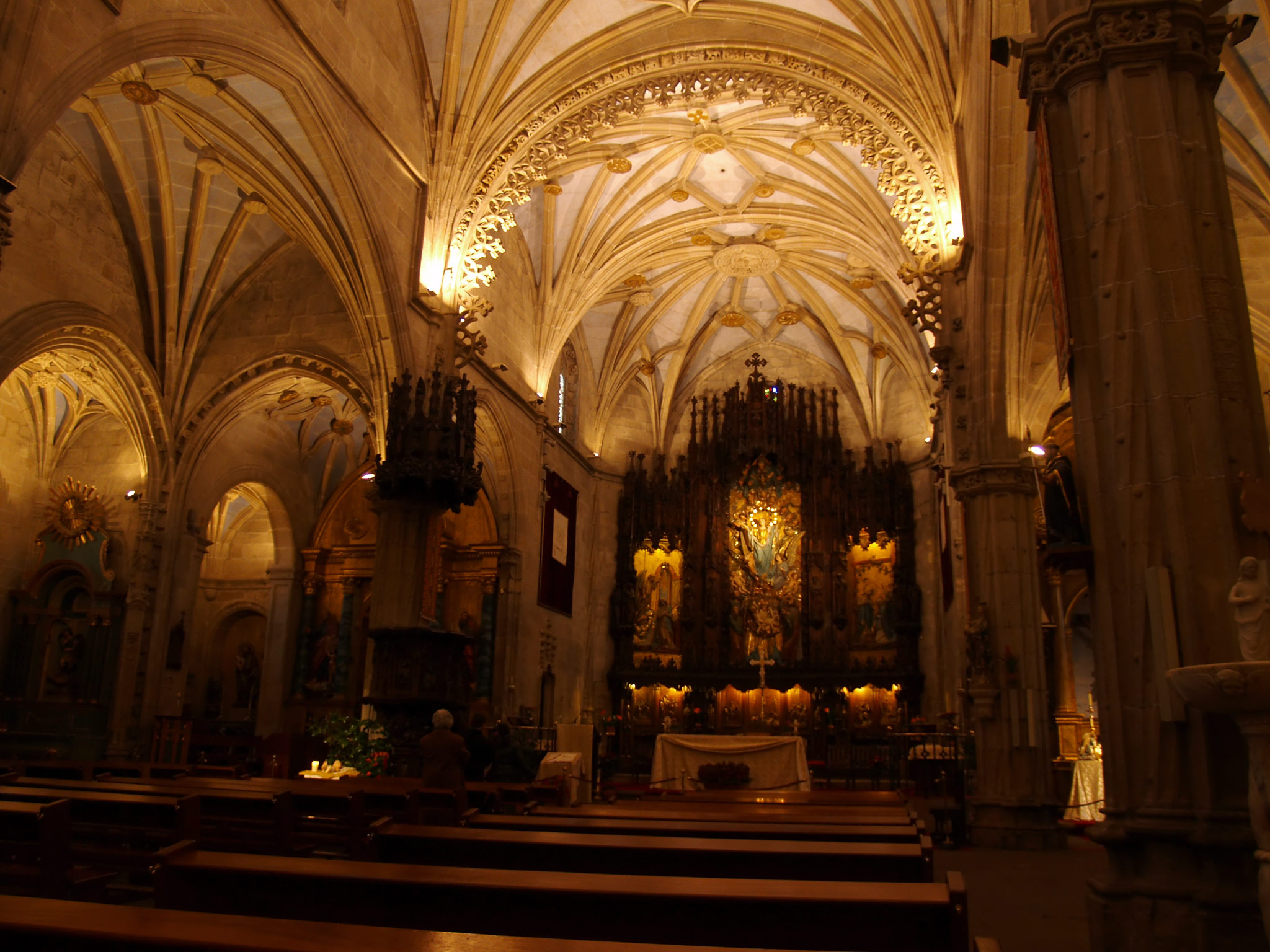
Grand Autel et nefs latérales.
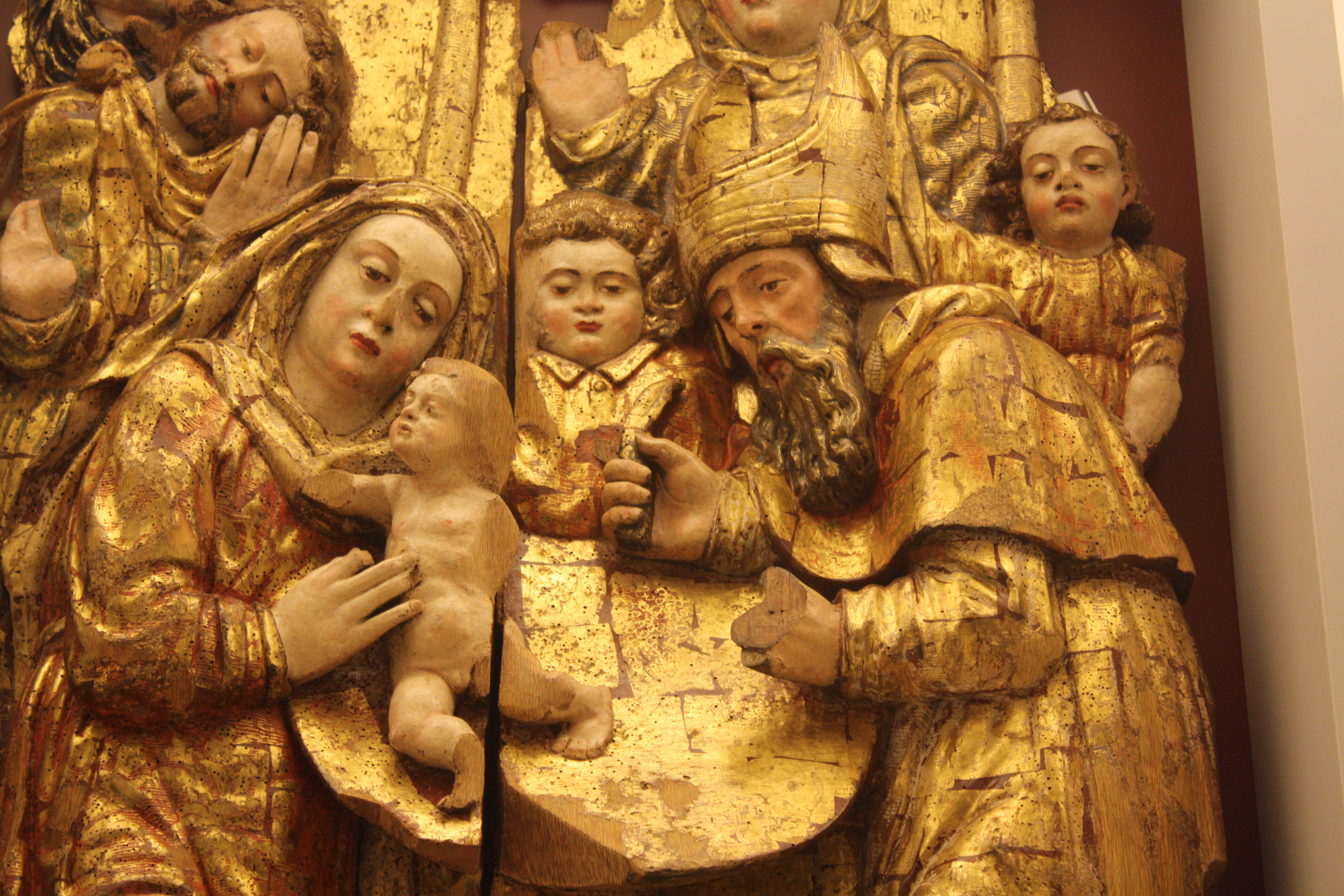
Détail de l'ancien retable de Santa María, aujourd'hui au Musée de Pontevedra.